# Amanda Obdam
Amanda Charlene Obdam (en tailandés: อแมนด้า ชาร์ลีน ออบดัม; nacida el 17 de junio de 1993) es una actriz, modelo y reina de belleza tailandesa-canadiense. Fue coronada como Miss Universo Tailandia 2020. Representó a Tailandia en Miss Universo 2020 en Hollywood, Florida, donde terminó en el Top 10 de semifinalistas.

## Primeros años y educación
Amanda nació el 17 de junio de 1993 en Phuket, de padre canadiense holandés y madre china tailandesa. Estudió en el programa de idioma inglés en Satree Phuket School y en British International School, Phuket. Después de graduarse, se mudó a Toronto para matricularse en la Universidad de Toronto Mississauga, donde se graduó con una licenciatura en Economía, Administración de Empresas y Dirección General en 2015, con honores de primera clase.

## Concursos de belleza
Amanda comenzó su carrera en los concursos de belleza en 2015, compitiendo en Miss Tailandia Mundo 2015, donde se ubicó en el Top 10. Posteriormente, compitió en Miss Grand Phuket 2016, que ganó, y se le permitió competir en Miss Grand Tailandia 2016 como representante de la provincia de Phuket. Luego pasó a ubicarse en el Top 10, además de ganar el título complementario de Miss Rising Star. Después de Miss Grand Tailandia, Amanda fue seleccionada para representar a Tailandia en Miss Turismo Metropolitano Internacional 2016 en Camboya, donde ganó el título.
En 2020, Amanda fue seleccionada como concursante en Miss Universo Tailandia 2020, como una de las concursantes provenientes de la provincia de Phuket. Ella emergió como una de las favoritas para ganar el título, ganando el premio especial Miss Prissana, además de ser una de las cinco ganadoras de la tiara de oro y ganar el comodín del discurso en el Top 20. La final se llevó a cabo el 10 de octubre de 2020 en Bangkok, donde Amanda continuó avanzando a través de las rondas de competencia hasta ganar el título, siendo coronada por la titular saliente Paweensuda Drouin. Amanda fue la segunda tailandesa-canadiense consecutiva en ganar el título, siguiendo a su predecesora Paweensuda. Amanda representó a Tailandia en Miss Universo 2020.

## Filmografía

### Televisión
| Año  | Título                  | Rol             | Cadena  |
| ---- | ----------------------- | --------------- | ------- |
| 2017 | Naughty Cupid           | Dalat           | Canal 7 |
| 2017 | Fa Me Ta: Mai Fah Long  | Oey             | Canal 7 |
| 2018 | Nak Su Sathan Fa        | Teacher Jeng    | Canal 7 |
| 2018 | When I Marry a Stranger | Pei             | Canal 7 |
| 2018 | Ra Bum Marn             | Priew           | Canal 7 |
| 2022 | KinnPorsche             | Pia Kittisawasd | One 31  |
| 2022 | Matalada                | Arun Rasame     | Canal 3 |